# Perebykiwci
Perebykiwci (ukr. Перебиківці) – wieś na Ukrainie, w obwodzie czerniowieckim, w rejonie dniestrzańskim, nad Dniestrem. W 2001 roku liczyła 2292 mieszkańców.